# Svart leguan
Svart leguan (Ctenosaura similis) är en art i familjen leguaner. Vuxna hannar blir upp till 150 centimeter långa, honor är lite kortare. Ungdjur har vanligen en mindre påfallande färgsättning i grågrönt. Hos vuxna individer förekommer olika färger, ofta liknande utbredningsområdets färg.
Svart leguan lever i Centralamerika och är vanligast vid Stilla havets kustlinje. Utbredningsområdet sträcker sig från södra Mexiko till nordöstra Nicaragua och västra Panama. Dessutom finns en liten population i Colombia. Djuret föredrar torra regioner med träd och gömmer sig ofta i trädens håligheter. Arten klättrar även i klippiga områden. Den vistas dessutom vid stranden. Guinness Rekordbok förtecknar för detta kräldjur en maximal hastighet på 34,5 kilometer i timmen, vilket gör det till världens snabbaste ödla.
Ödlan lever i låglandet och i bergstrakter upp till 1300 meter över havet. Den vistas i torra och fuktiga skogar, i buskskogar, i savanner, i regioner som ofta översvämmas och nära stranden.
Födan utgörs bland annat av frukter, insekter, kräftdjur, små däggdjur samt mindre fåglar och deras ägg. Gamla och stora individer livnär sig nästan uteslutande av vegetabilisk föda.
Några exemplar fångas som viltkött. Hela populationen anses vara stabil. IUCN listar arten som livskraftig (LC).